# Sonja Veselinović
Pour les articles homonymes, voir Veselinović.
Compléments
- Académicien au Département de littérature comparée de la Faculté de philosophie de l'université de Novi Sad

Sonja Veselinović (en serbe cyrillique : Соња Веселиновић ; né le 9 décembre 1981 à Novi Sad) est une écrivaine serbe. En 2013, elle a remporté le prix Isidora Sekulić pour son roman Krosfejd, édité par le Centre culturel de Novi Sad.

## Biographie
Sonja Veselinović travaille au Département de littérature comparée de la Faculté de philosophie de l'université de la ville. Elle a obtenu son doctorat (PhD) en 2014,.
En 2007, elle devient membre du comité rédactionnel de la revue de littérature et de théorie littéraire Polja (Champs), publiée par le Centre culturel de Novi Sad. La même année, elle est primée au Festival des jeunes poètes de Zaječar (en serbe : Festival mladih pesnika u Zaječaru), ce qui vaut la publication de son livre de prose poétique Poema preko en 2008. En 2009, elle obtient une bourse de la fondation Borislav Pekić pour son roman lyrique Krosfejd.
En plus de ses travaux scientifiques, Sonja Veselinović s'adonne à la critique littéraire et à la traduction d'œuvres en français.
L'auteur et érudit littéraire a participé au festival European Borderlands 2010 (Pays frontaliers européens) de la fondation culturelle Allianz à Pécs ainsi qu'à les rencontres scientifiques Europe et les Balkans (3ème atelier du réseau Media and Memoria en Europe du Sud-Est, 2012) sur l'île de Brač. L'artiste a été invitée par la commission de la culture et des médias du Bundestag à la Foire du livre de Leipzig 2011, où elle a participé à la table ronde Qu'est-ce qui émeut la jeune génération d'écrivains serbes?. Elle a été membre du jury des prix Desanka Maksimović 2018 et 2019,,,,.

## Œuvres
- Poema preko (Poème à ce sujet), Dom omladine (Maison des jeunes), Zaječar 2008.
- Krosfejd (Crossfade), Centre culturel, Novi Sad 2013.
- Recepcija, kanon, ciljna kultura: slika modernog angloameričkog pesništva u savremenoj srpskoj književnosti (Réception, canon éducatif, culture cible: image de la poésie anglo-américaine moderne dans la littérature serbe contemporaine), Akademska knjiga, Novi Sad 2018.

Traductions
- Jean Giraudoux, Sirènes, Polja n° 448, novembre/décembre 2007.
- Milan Kundera, Une rencontre, Arhipelag, Belgrade, 2009.
- Jacques Rancière, Le destin n'existe pas, Letopis Matice srpske, Livre 495, volume 3, mars 2015.

Études et essais (sélection)
- Marsel Prust iz svoje lože, Polja n° 445, mai/juine 2007
- O recepciji pesništva Silvije Plat u našem duhovnom prostoru (À propos de la réception de la poésie de Sylvia Plath dans notre espace spirituel), Godišnjak Filozofskog fakulteta u Novom Sadu n° XXXVIII-1, Novi Sad, 2013.
- O prevodu i prevođenju u delu Isidore Sekulić (Notes sur la traduction dans l'œuvre de Isidora Sekulić), Srbistika danas n° 2/2-2017, Université de Banja Luka, 2017.